# 6935 Morisot
För andra betydelser, se Morisot.
6935 Morisot eller 4524 P-L är en asteroid i huvudbältet som upptäcktes den 24 september 1960 av den nederländsk-amerikanske astronomen Tom Gehrels och det nederländska astronomparet Ingrid van Houten-Groeneveld och Cornelis Johannes van Houten vid Palomarobservatoriet. Den är uppkallad efter den franska målaren Berthe Morisot.
Asteroiden har en diameter på ungefär 3 kilometer.